# Interleukin 24

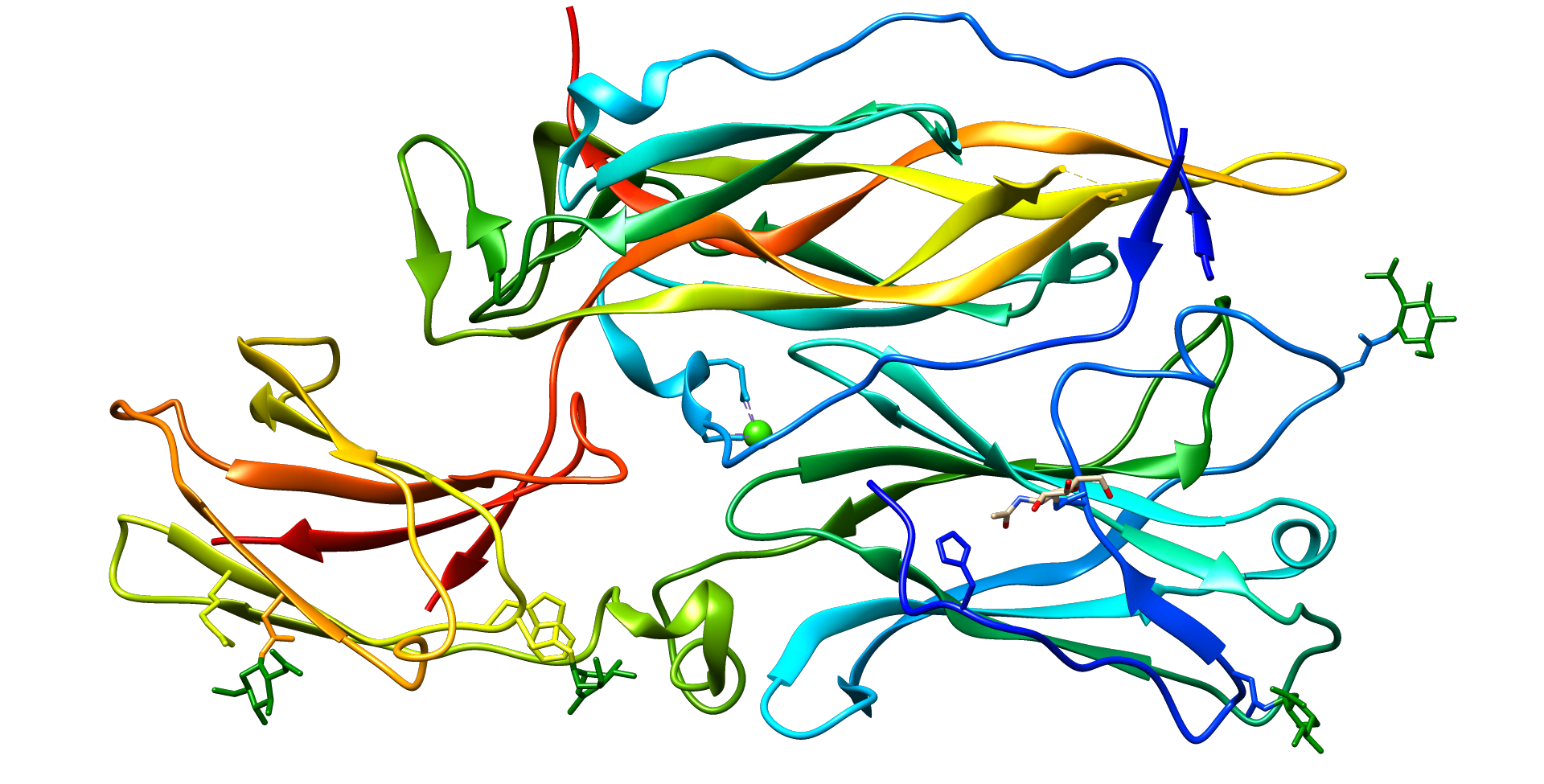
molekulární struktura

Interleukin 24 (IL-24) je protein, který je u lidí kódován genem IL24. Gen pro IL-24 se u lidí nachází na chromozomu 1.

## Struktura
IL-24 je sekretovaný protein, který je vysoce konzervovaný během evoluce. Sekvenční homologii najdeme mezi různými druhy včetně kvasinek, psů, koček, opic a krav. U lidí je lokalizován na chromozomu 1q32-33 spolu s několika dalšími členy genové rodiny cytokinů IL-10. IL-24 zahrnuje sedm exonů a šest intronů. cDNA IL-24 má délku 1718 párů bází a kóduje protein o 206 aminokyselinách s předpokládanou molekulovou velikostí 24 kDa. IL-24 také obsahuje motiv, který je společný pro rodinu IL-10, na aminokyselinách 101–121. IL-24 může tvořit funkčně aktivní dimery díky potenciální možnosti vytvoření disulfidových vazeb. Vědci identifikovali řadu sestřihových variant IL-24 postrádajících jeden nebo více exonů.

## Funkce
IL-24 je cytokin patřící do rodiny cytokinů IL-10. Tento cytokin signalizuje prostřednictvím dvou heterodimerních receptorů: IL-20R1 / IL-20R2 a IL-22R1 / IL-20R2. IL-24 je také známý jako mda-7 (z ang. melanoma differentiation-associated 7), byl totiž objeven jako protein potlačující nádor. Zdá se, že IL-24 reguluje přežití a proliferaci buněk indukcí rychlé aktivace určitých transkripčních faktorů zvaných STAT1 a STAT3. Tento cytokin je převážně uvolňován aktivovanými monocyty, makrofágy a Th2 buňkami. Působí na nehematopoetické tkáně, jako jsou kůže, plíce a reprodukční tkáně. IL-24 hraje důležitou roli při hojení ran, artritidě, lupénce a rakovině. Několik studií ukázalo, že buněčná smrt se vyskytuje v rakovinových buňkách / buněčných liniích po expozici IL-24.
V normálních kožních buňkách potlačuje proliferaci keratinocytů během hojení ran.
Kromě normální fyziologické úlohy, kterou hraje IL-24 v imunitním systému, byl IL-24 podrobně studován v souvislosti s rakovinou.

## Rodina IL-10
IL-24 je cytokin, který patří do cytokinové rodiny IL-10. Dále do této rodiny patří interleukiny IL-10, IL-20, IL-22, IL-24, IL-26 a další viry kódované cytokiny, jako je IL-28 a IL-29.

## Rakovina
IL-24 je imunomodulační cytokin, u kterého můžeme také sledovat specifické potlačování rakoviny. Mezi protinádorové supresorové aktivity IL-24 patří inhibice angiogeneze, senzibilizace na chemoterapii a indukce apoptózy specificky u rakoviny. Vzhledem ke všudypřítomnému apoptotickému účinku na maligní buňky, malému účinku na normální buňky a absenci významných vedlejších účinků je IL-24 důležitým kandidátem pro léčbu rakoviny.
IL-24 je schopen indukovat apoptózu prostřednictvím intracelulárních i extracelulárních signálních mechanismů. Sekretovaný protein IL-24 indukuje robustní expresi endogenního IL-24 a následně indukuje specifické zabíjení nádoru cestou ER stresem zprostředkované dráhy a také produkcí ROS (z ang. Reactive oxygen species). ER stres je počáteční cestou u apoptózy indukované IL-24.
Důležitou otázkou, která zůstala nevyřešena, je důvod, proč má IL-24 schopnost selektivně indukovat apoptózu v širokém spektru buněčných linií získaných z lidských nádorů, aniž by došlo k poškození normálních buněk. Jedním možným důvodem tohoto selektivního zabíjení jsou biochemické rozdíly mezi normálními a rakovinnými buňkami (stres ER, produkce ROS a ceramid), další možnost je, že IL-24 je schopen zacílit na molekulu, která vyvolává apoptózu pouze v rakovinných buňkách. Třetí možností tohoto selektivního zabíjení je, že obě výše uvedené hypotézy jsou správné.